# Tierra de reyes
Tierra de reyes é uma telenovela estadunidense produzida e exibida pela Telemundo entre 2 de dezembro de 2014 e 27 de julho de 2015. Com base nas telenovelas colombianas Las aguas mansas e Pasión de gavilanes escrito por Julio Jiménez.
Protagonizada por Aarón Diaz, Ana Lorena Sánchez, Kimberly Dos Ramos, Gonzalo García Vivanco, Scarlet Gruber e Christian de la Campa e é antagonizada por Sonya Smith, Fabian Ríos, Cynthia Olavarría, Daniela Navarro e Omar Germenos.

## Sinopse
Quando os irmãos Gallardo, Arturo (Aarón Díaz), Flavio (Gonzalo García Vivanco) e Samuel (Christian de la Campa), descobrem que sua irmã mais nova Alma (Isabella Castillo) mantém uma relação con Ignacio del Junco (Ricardo Chávez), um homem muito mais velho que ela, tentam separa-los a todo custo, porém tudo muda quando Ignacio morre em circunstâncias estranhas.
Alma, desesperada já que espera um filho dele, se dirige até o velório do homem que ama e é lá que ela descobre que ele não estava separado, como tinha feito ela acreditar, mas sim que ele continua casado com Cayetana Belmonte (Sonya Smith), uma mulher arrogante e poderosa, que a humilha na frente de suas filhas, Sofía (Ana Lorena Sánchez), a belíssima veterinária do Rancho, Andrea (Scarlet Gruber) uma mulher séria e de personalidade forte como a mãe, Irina (Kimberly Dos Ramos), uma divertida e alegre jovem, de seu genro, esposo de Sofia, Leonardo Montalvo (Fabián Ríos), e do seu pai Don Felipe (Joaquín Garrido).
Na manhã seguinte, encontram Alma morta na beira de um rio, sendo dada como um suicídio. Os irmãos Gallardo, destruídos e convecidos de que sua irmã jamais tomaria essa decisão, juram se vingar da família del Junco. Com a ajuda da misteriosa governanta Soledad (Adriana Lavat), que guarda um antigo rancor de sua patroa, se infinltram no rancho del Junco Belmonte como os pedreiros que estão fazendo a obra da casa de Sofia e Leonardo, ocultando seu sobrenome e preparando sua vingança que consiste em cada um deles seduzir uma das irmãs del Junco. Porém a vida dará muitas voltas e os irmãos além de descobrir que a família del Junco não é inteiramente má, vão cair na própria vingança e se apaixonar perdidamente pelas irmãs. 
Agora, os três irmãos e as três irmãs terão que defender seu amor e vencer todos os obstáculos e inimigos que se meterão em seu caminho como Leonardo e os perigosos pai e filha Isadora (Cynthia Olavarría) e Emilio Valverde (Omar Germenos), mas sobre tudo terão que decidir o que é mais importante: O ódio mutuo destas famílias ou o amor que nasceu entre eles, formando assim uma Terra de Reis.

## Elenco
- Aarón Díaz como Arturo Rey del Gallardo
- Ana Lorena Sánchez como Sofía Del Junco Belmonte
- Kimberly Dos Ramos como Irina Del Junco Belmonte
- Gonzalo García Vivanco como Flavio Rey del Gallardo
- Scarlet Gruber como Andrea Del Junco Belmonte
- Christian de la Campa como Samuel Rey del Gallardo
- Sonya Smith como Cayetana Belmonte Vda. de Del Junco
- Fabián Ríos como Leonardo Montalvo
- Cynthia Olavarría como Isadora Valverde
- Isabella Castillo como Alma Reina  del Gallardo / Verónica Saldívar
- Gabriel Rossi como Pablo Martínez
- Daniela Navarro como Patricia Rubio
- Joaquín Garrido como Felipe Belmonte
- Adriana Lavat como Soledad Flores
- Eduardo Victoria como Néstor Fernández
- Omar Germenos como Emilio Valverde
- Diana Quijano como Beatriz Alcázar de la Fuente
- Dad Dáger como Miranda Luján Saldívar
- Alberich Bormann como Darío Luján
- Sol Rodríguez como Lucía Crespo Ramírez
- Roberto Plantier como Horacio Luján
- Giovanna del Portillo - Rocío Méndez
- Ricardo Chávez como Ignacio Del Junco
- Gloria Mayo como Juana Ramírez
- Jessica Cerezo como Beatriz
- Kary Musa como Candela Ríos
- Ricardo Kleinbaum como Ulises Matamoros

## Exibição
- Telemundo
- Telemundo PR
- Caracol Televisión (cancelada)
- ATV
- Rede Unitel
- Antena Latina
- Nova
- SNT
- Telefe
- TCS Canal 4
- TV5 (2020-2021)